# گابریلا استوئوا
گابریلا استوئوا (بلغاری: Габриела Стоева؛ زادهٔ ۱۵ ژوئیهٔ ۱۹۹۴) بدمینتون‌باز زن اهل بلغارستان است. وی از سال ۲۰۰۹ میلادی تاکنون مشغول فعالیت بوده‌است.